# تكثر الدبق المخي
تكثُّر الدِّبْق المُخِّي هو نمط نموٍ نادر لبعض الأورام الدماغيَّة، حيث يؤثر على ثلاث فصوص دماغيَّة على الأقل، وتترافق غالبًا مع إصابة ثنائيَّة لنصفي الكرة الدماغيَّة. يُمكن مشاهدة هذا النمط في بعض أنواع الأورام الدبقيَّة المنتشرة، وأبرزها الورم الأرومي الدبقي. يتكون هذا النمط من خيوطٍ ارتشاحيَّة تنتشر عميقًا في الدماغ، مما يجعل إزالتها جراحيًا أو علاجها إشعاعيًا أمرًا صعبًا للغاية، وبالتالي يكون مآل الحالة سيئًا. كان «تكثُّر الدِّبْق المُخِّي» سابقًا يُعد نوعًا منفصلًا من الأورام، لكن هذا الرأي قد فُند عبر التشخيص الجزيئي والوراثي.

## التعريف
حددت منظمة الصحة العالمية بأنَّ «تكثر الدبق المخي» يمتد على الأقل إلى ثلاثة فصوصٍ دماغيَّة، وعادةً ما يصيب نصفي الكرة المخيَّة ويمكن أن ينتشر أيضًا بعمقٍ في المادة الرمادية أو إلى هياكل تحت الخيمة مثل جذع الدماغ أو المخيخ أو الحبل الشوكي.
حتى المراجعة الرابعة لتصنيف منظمة الصحة العالمية لأورام الجهاز العصبي المركزي في عام 2016، كان «تكثر الدبق المخي» يُعتبر كيانًا قائمًا بنفسه، ومع التقدم في علم الوراثة الجزيئي، والافتقار إلى ملف وراثي محدد وقيمة تشخيصية ضعيفة، يُعتبر هذا التعريف الآن قديمًا.

## الأسباب
يحدث تكثر الدبق المخي غالبًا بسبب ورم أرومي دبقي، ولكن قد ينشأ أيضًا من ورم الخلايا النجميَّة أو ورم الخلايا الدبقية قليلة التغصن أو أنواعٍ أخرى من الورم الدبقي المنتشر. قد تسبب أمراض أخرى مثل التهاب وعائي أو التهاب الدماغ أو اعتلال بيضاء الدماغ أيضًا مظاهر إشعاعيَّة مماثلة.